# Крайник
Крайник (пол. Krajnik) — село в Польщі, у гміні Ґрифіно Грифінського повіту Західнопоморського воєводства.
Населення — 169 осіб (2011).
У 1975-1998 роках село належало до Щецинського воєводства.

## Демографія
Демографічна структура станом на 31 березня 2011 року:
|          | Загалом | Допрацездатний вік | Працездатний вік | Постпрацездатний вік |
| -------- | ------- | ------------------ | ---------------- | -------------------- |
| Чоловіки | 79      | 20                 | 51               | 8                    |
| Жінки    | 90      | 19                 | 49               | 22                   |
| Разом    | 169     | 39                 | 100              | 30                   |